# Розщеплення за Давидовим
Розщеплення за Давидовим (рос. расщепление Давыдова, англ. Davydov splitting) — розщеплення смуг в електронних чи вібраційних спектрах кристалів, викликане присутністю більш, ніж однієї (взаємодіючої) молекулярної частинки в одиничній комірці.
Названо на честь українського фізика-теоретика Давидова Олександра Сергійовича.